# Station Hadsund Syd

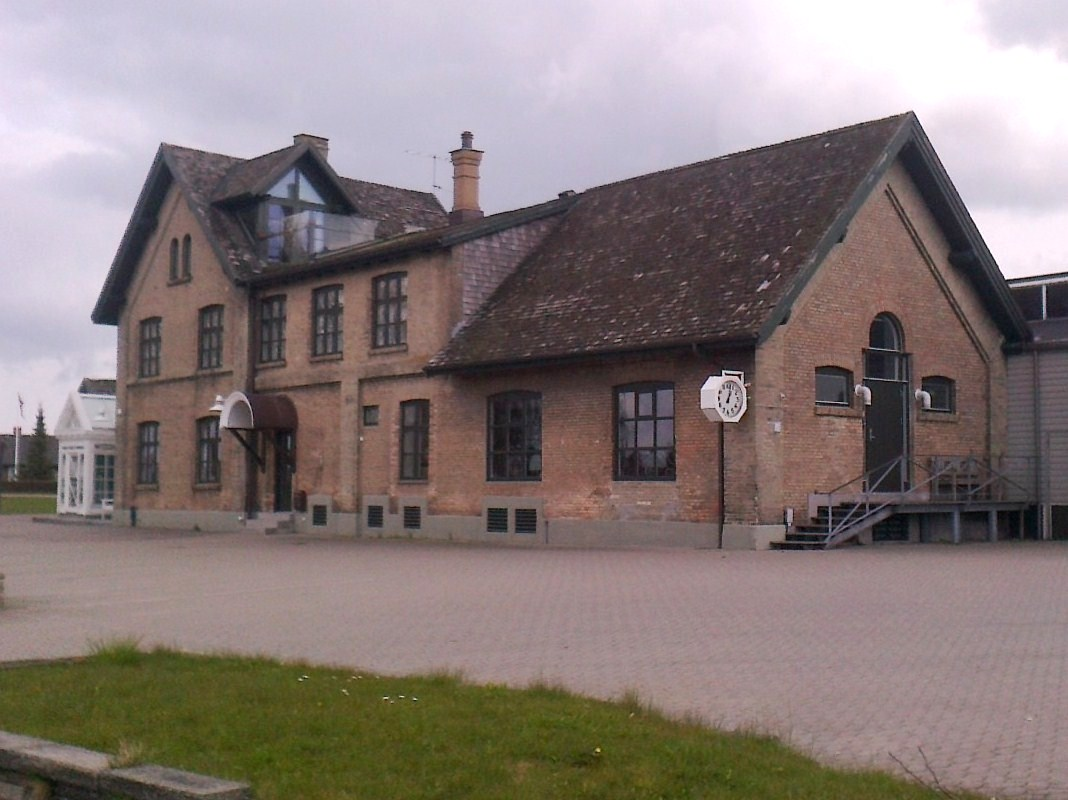
Station Hadsund Syd vandaag

Station Hadsund syd was een station in Hadsund Syd, Denemarken en lag aan de lijnen Aalborg - Hadsund en Randers - Hadsund. Het station werd gesloten op 31 maart 1969 samen met Station Hadsund Nord.